# Crathie Kirk
Crathie Kirk è una piccola parrocchia della Chiesa di Scozia nel villaggio scozzese di Crathie; è conosciuta in quanto regolare luogo di culto della famiglia reale britannica quando si trova nel vicino Castello di Balmoral.
Crathie Kirk è oggi unita con la vicina Braemar per costituire una singola parrocchia con due luoghi di culto. In futuro, questa parrocchia sarà ulteriormente allargata per includere Glenmuick (Ballater). Il ministro della chiesa, dal 2005, è il reverendo Kenneth Mackenzie, ex ministro della congregazione della Chiesa di Scozia a Budapest, in Ungheria, dal 1999 al 2005.

## Storia
Crathie è un luogo di culto cristiano fin dal IX secolo, quando fu costruita una chiesa sulle rive del fiume Dee da San Maniro (vescovo dell'Aberdeenshire e Banffshire, e seguace di Columba di Iona, il pioniere della cristianità in Scozia). La tradizione vuole che Maniro abbia battezzato i convertiti dei Pitti in una pozza d'acqua del Dee, ad est dell'attuale villaggio di Crathie. Un menhir solitario a Rinabaich è tutto ciò che resta della chiesa di Maniro, ed è il luogo dove si ritiene che egli stesso sia sepolto. Luoghi di culto successivi sono situati più ad ovest, presso l'attuale villaggio di Crathie. Le rovine di una chiesa del XIII secolo, dedicata a San Maniro, si trova sulla riva sud rispetto alla struttura attuale.
Nel 1804 fu costruita una nuova chiesa sul sito attuale. La regina Vittoria del Regno Unito frequentò la chiesa dal 1848, e da allora ogni sovrano britannico ha frequentato la Crathie Kirk. Vittoria pose la prima pietra di una nuova chiesa, molto più grande, nel 1893. La decisione della regina di recarsi alla Crathie Kirk causò in origine uno scandalo, in particolare quando si scoprì che vi aveva ricevuto la comunione. In quanto Governatore Supremo della Chiesa d'Inghilterra, anglicana, ci si aspettava che avrebbe frequentato la Chiesa episcopale scozzese, che riconosceva l'autorità dell'Arcivescovo di Canterbury.
Anna, principessa reale, sposò il 12 dicembre 1992 a Crathie Kirk Timothy Laurence, allora comandante della Royal Navy. La coppia scelse di sposarsi in Scozia in quanto la Chiesa d'Inghilterra non permetteva, all'epoca, di risposarsi dopo il divorzio. La Chiesa di Scozia, che non considera il matrimonio un sacramento, non ha infatti obiezioni se un divorziato decide di risposarsi. La famiglia reale britannica partecipò alla funzione religiosa a Crathie Kirk la domenica dopo la morte di Diana, principessa del Galles, la mattina del 31 agosto 1997.